# Ottorino Volonterio
Ottorino Volonterio (1917. december 7. – 2003. március 10.) svájci autóversenyző.

## Pályafutása
1954 és 1957 között a Formula–1-es világbajnokság három versenyén indult. Mindössze egy alkalommal ért célba. Az 1957-es olasz nagydíj távját a francia André Simonal közösen teljesítette. Kettősük tizenegyedikként zárt, tizenöt körös hátrányban a győztes Stirling Moss mögött.
Pályafutása alatt részt vett több, a világbajnokság keretein kívül rendezett Formula–1-es versenyen is.

## Eredményei

### Teljes Formula–1-es eredménysorozata
(Táblázat értelmezése)

(Félkövér: pole-pozícióból indult; dőlt: leggyorsabb kört futott) 

| Év   | Csapat               | Modell              | Motor               | 1   | 2   | 3   | 4   | 5   | 6       | 7      | 8        | 9       | Helyezés | Pont |
| ---- | -------------------- | ------------------- | ------------------- | --- | --- | --- | --- | --- | ------- | ------ | -------- | ------- | -------- | ---- |
| 1954 | Baron de Graffenried | Maserati 250F       | Maserati Straight-6 | ARG | 500 | BEL | FRA | GBR | GER     | SUI    | ITA      | ESP Ki* | -        | 0    |
| 1956 | Scuderia Centro Sud  | Maserati A6GCM/250F | Maserati Straight-6 | ARG | MON | 500 | BEL | FRA | GBR DNA |        |          |         | -        | 0    |
| 1956 | Ottorino Volonterio  | Maserati A6GCM/250F | Maserati Straight-6 |     |     |     |     |     |         | GER Ki | ITA      |         | -        | 0    |
| 1957 | Ottorino Volonterio  | Maserati 250F       | Maserati Straight-6 | ARG | MON | 500 | FRA | GBR | GER     | PES    | ITA 11 † |         | -        | 0    |

* Megosztott helyezés Toulo de Graffenriedel
† Megosztott helyezés André Simonal

## Külső hivatkozások
- Profilja a grandprix.com honlapon (angolul)
- Profilja a statsf1.com honlapon (angolul)
- Profilja a driverdatabase.com honlapon (angolul)